# Break It Off
Break It Off è una canzone scritta ed interpretata da Rihanna con la partecipazione di Sean Paul. La canzone è il quarto ed ultimo singolo, registrato nel 2006 e pubblicato lo stesso anno negli Stati Uniti, estratto dal secondo album di Rihanna A Girl like Me. Il brano è stato pubblicato il 6 settembre 2006 per la contemporary hit radio americana e il 27 febbraio 2007 per il mercato digitale a livello internazionale. Break It Off è un brano pop-dancehall futuristico.
La canzone è stata eseguita al Rockin' Capodanno 07 a New York il 1º gennaio. Rihanna ha detto di essere molto orgogliosa di questa canzone. "Break It Off" è sulla compilation di Now That's What I Call Music!. Questa per Rihanna è la quarta top 10 negli Stati Uniti e per Sean Paul la settima.

## Critiche
Break It Off ha ottenuto buoni responsi dai critici musicali. David Jeffries da AllMusic si è dichiarato entusiasta, scrivendo nella propria recensione che "sembra completamente sbronzo" e che Rihanna contempli un bel confronto con Sean Paul. Kelefa Sanneh da The New York Times ha esaltato il pezzo e lo ha definito "un vittorioso ritorno alla sua vecchia formula". Quentin B. Huff da PopMatters ha lodato il contributo che Sean Paul ha dato al brano e ha esaltato l'hook di Rihanna, affermando che "l'hook di Rihanna è così contagioso che è la sua voce l'unica cosa che non si staccherà più dalla testa. Questo è un altro pezzo insaporito di dancehall che farà colpo".

## Video musicale
Break It off è una delle poche canzoni in molti anni ad entrare nella Billboard Top 10 senza un video musicale. Tuttavia, su YouTube si possono vedere remix con la canzone originale oppure degli spezzoni in cui Paul la canta e Rihanna vestita e agghindata in un altro video, "Pon De Replay".
Un video per la canzone era previta verso luglio  2006. Sfortunatamente, sia Def Jam che l'Atlantic Records hanno detto che non ci sarà nessun video per la canzone. Sean Paul allora ha dichiarato:
“ ... Sto dicendo all'Atlantic, di mandare i miei album in Europa, metterli li, scrivere una re-release. Così, per girare un video è meglio. No non abbiamo piani per questo. La canzone così è arrivata sino alla posizione 9 sulla Billboard Chart. Questo vuol dire qualcosa per me, cioè che posso avere una mia casa discografica.

## Classifiche

### Classifiche settimanali
| Classifica (2007) | Posizione massima |
| ----------------- | ----------------- |
| Belgio (Fiandre)  | 60                |
| Canada            | 36                |
| Stati Uniti       | 9                 |

### Classifiche di fine anno
| Classifica (2007) | Posizione |
| ----------------- | --------- |
| Stati Uniti       | 85        |